# Lepiseodina
Lepiseodina is een geslacht van muggen uit de familie van de motmuggen (Psychodidae). De wetenschappelijke naam van het geslacht werd in 1937 voorgesteld door Günther Enderlein.

## Soorten
Soorten in Europa:

- Lepiseodina latipennis (Sara, 1953)
- Lepiseodina rothschildii (Eaton, 1912)
- Lepiseodina tristis (Meigen, 1830)

Soorten in Noord-Amerika:

- Lepiseodina conspicua (Del Rosario, 1936)
- Lepiseodina superba (Banks, 1894)